# Dalmatinische Küste

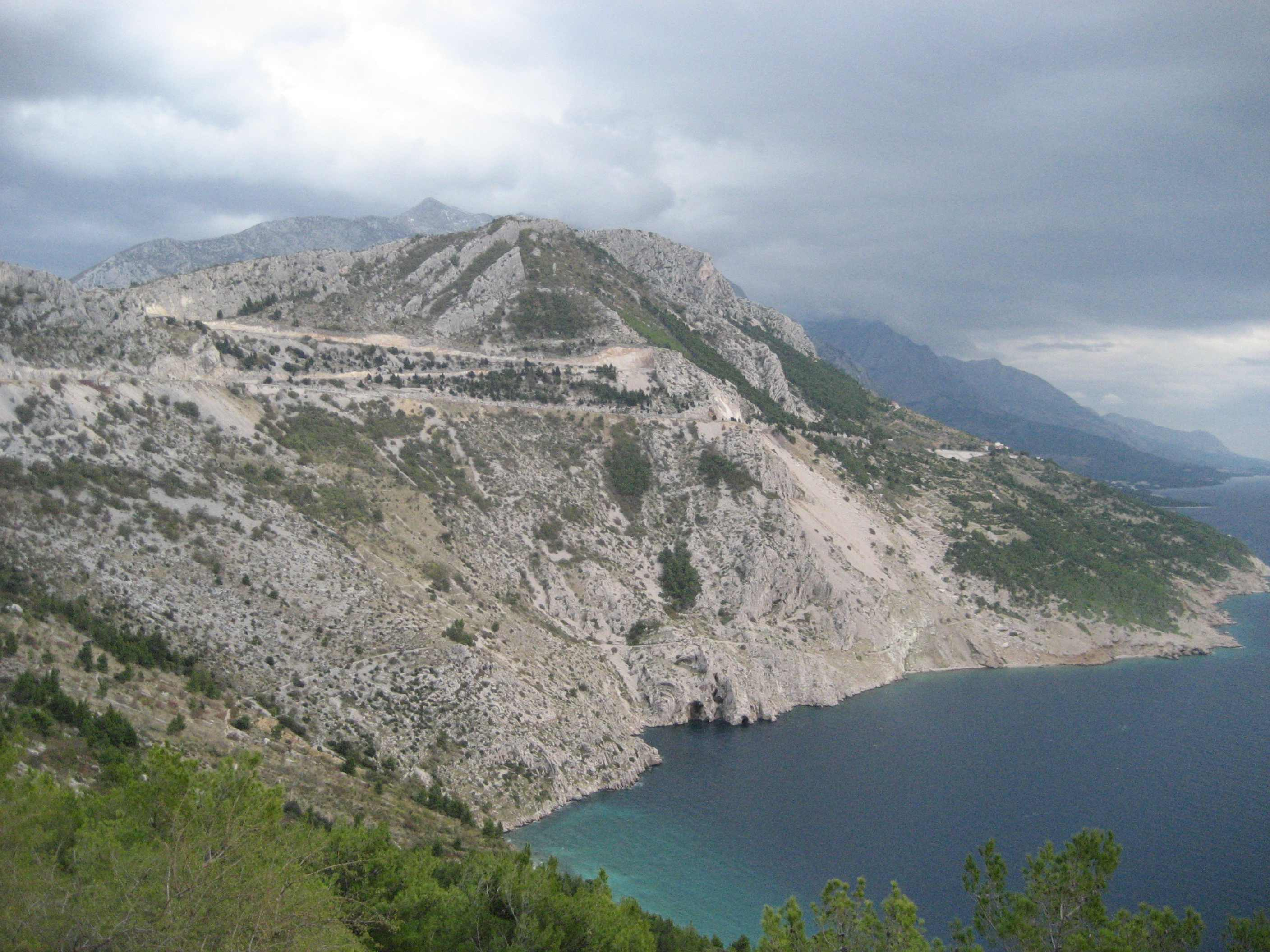
Steilküste der Makarska Riviera mt dem Biokovo

Die Dalmatinische Küste (kroat. Dalmatinsko primorje oder Dalmatinska obala) umfasst die Ostküste des Adriatischen Meeres in Kroatien südlich der Kvarner Bucht bis zur Bucht von Kotor mit den vorgelagerten Inseln. Sie ist ein Teil der historischen Region Dalmatien. Südlich an die Dalmatinische Küste anschließend beginnt die Montenegrinische Küste, nördlich die Kvarner Bucht und Istrien.
Der knapp 400 km langen Küste sind die zahlreichen dalmatinischen Inseln vorgelagert. Der Archipel gehört – wie die Dalmatinische Küste – zum Dinarischen Orogen. Die Küste ist mit ihren zahlreichen, meist langgezogenen Inseln und den dazwischen liegenden Meeresstraßen das klassische Beispiel der Canaleküste.
Kennzeichen der Steilküste sind der geologische Aufbau aus mesozoischen Kalksteinen und die Verkarstung. Durch die steil aufragenden Küstenketten der Dinariden (Mosor, Biokovo, Snežnica) ist die Kommunikation mit dem Hinterland (Kninska krajina, Dalmatinska zagora und der Herzegowina) erschwert. Nur ein bedeutender Fluss, die Neretva, erreicht die Küste aus den Zentraldinariden, und nur zwei weitere permanente Flüsse sind ausgebildet (Krka, Cetina).
Neben den größeren Hafenstädten Zadar und Split sind insbesondere die ehemaligen merkantilen mediterranen Häfen Dalmatiens für ihr typisches Stadtbild bekannt. Das einzigartige Stadtbild Dubrovniks ist UNESCO-Weltkulturerbe.

## Lage
Die Dalmatinische Küste erstreckt sich auf knapp 400 km zwischen Molat (44° 14' N, Norddalmatinische Inseln) und Prevlaka (42° 24' N, Bucht von Kotor).

## Regionalisierung
Die Dalmatinische Küste teilt sich in die Nord-, Mittel- und Süddalmatinische Küste. Die Norddalmatinische Küste bezeichnet häufig den Kvarner Archipel, der streng genommen nicht zur Dalmatinischen Küste gehört. Den Hauptteil der Dalmatinischen Küste nimmt Mitteldalmatien ein. Dieses erstreckt sich von Zadar bis etwa zur Neretva-Mündung. Die Halbinsel Pelješac mit dem Küstenabstrich um Dubrovnik und der Konavle bildet dann Süddalmatien.

### Inselgruppen

#### Kornaten
Der Archipel der Kornaten besteht aus praktisch unbesiedelten überwiegend entwaldeten Inseln. Größte Insel des Archipels ist Dugi otok.

#### Mitteldalmatinische Inseln
Die mitteldalmatinischen Inseln umfassen Brač, Korčula, Hvar, Lastovo und Vis sowie einige kleinere Inseln. Diese Inseln sind teils bewaldet und besiedelt. Vulkanischen Ursprungs ist Jabuka, und die am weitesten von der Küste entfernte ist Palagruža.

#### Elafiten
Die süddalmatinischen Inseln liegen zwischen der Halbinsel Pelješac und Dubrovnik. Sie sind kaum besiedelt und von kleinerem Ausmaß; die bedeutendste ist Mljet.

## Geomorphologie
Die Dalmatinische Küste ist eine typische Steilküste. Kliffe von über 300 m kennzeichnen beispielsweise den Abschnitt südlich Cavtats, und Megakliffs von nahezu 1000 m Höhe trennen an der Makarska Riviera den Küstenstreifen vom Hinterland.
Durch die nacheiszeitliche Ingression der Adria bildeten sich die Dalmatinischen Inseln. Diese sind überflutete Rücken und Kämme der Dinariden. Kennzeichnend ist ihre NW-SO-Streichrichtung, die der Dinarischen entspricht. Durch neotektonische Aktivität ist die Küste Dalmatiens ein bekanntes Erdbebengebiet. Insbesondere um Dubrovnik kommt es zu katastrophalen Erdbeben, die historisch auch schon Intensitäten von X–XI° nach Mercalli erreicht haben (siehe Erdbeben von Dubrovnik 1667).
Durch den Aufbau der Dalmatinischen Küste aus lithologisch festen Kalksteinen gehört diese zum Dinarischen Karst. Mit einer  stärkeren Bodenentwicklung, die rezent durch Terra fusca und von fossilen Terra rossa geprägt ist, fehlen hier jedoch die Dolinen. Typisch sind Karstkleinformen von Karren sowie Karstschlote (Jamen) und Trockentäler. Durch den unterirdischen Abfluss im Karstgrundwasser finden sich zahlreiche untermeerische Quellen (die Ombla Quelle gehört dabei zu den am stärksten schüttenden Karstquellen der Erde).

## Klima
Das Klima Dalmatiens wird durch die subtropische Lage und die tellurischen Faktoren der Adria und der die Westwinddrift behindernden Dinarischen Alpen geprägt. Dabei ist ein Winterregenrhythmus wie für verwandte mediterrane Regionen typisch. Die Niederschlagsmengen gehören dabei zu den höchsten am Mittelmeer, jedoch wird hier auch der größte Niederschlagsgradient in Europa von über 3000 mm, zwischen der halbwüstenhaften Insel Palagruža (200 mm Jahresniederschlag) und den perhumiden Küstenketten der Dinariden, mit deutlich über 3000 mm Niederschlag pro Jahr, verzeichnet.
|                       | Jan  | Feb  | Mär  | Apr  | Mai  | Jun  | Jul  | Aug  | Sep  | Okt   | Nov   | Dez   |   |         |
| Mittl. Tagesmax. (°C) | 12,2 | 12,3 | 14,4 | 16,9 | 21,3 | 25,2 | 28,3 | 28,7 | 25,4 | 21,4  | 16,6  | 13,3  | ⌀ | 19,7    |
| Mittl. Tagesmin. (°C) | 6,5  | 6,4  | 8,5  | 10,9 | 15,2 | 18,8 | 21,5 | 21,7 | 18,7 | 15,2  | 10,8  | 7,8   | ⌀ | 13,5    |
|                       |      |      |      |      |      |      |      |      |      |       |       |       |   |         |
| Niederschlag (mm)     | 95,2 | 89,2 | 97,7 | 90,9 | 76,1 | 48,6 | 24,1 | 59,0 | 78,7 | 109,9 | 141,9 | 125,3 | Σ | 1.036,6 |
|                       |      |      |      |      |      |      |      |      |      |       |       |       |   |         |
| Sonnenstunden (h/d)   | 4    | 5    | 5    | 7    | 9    | 10   | 11   | 11   | 9    | 7     | 4     | 3     | ⌀ | 7,1     |
|                       |      |      |      |      |      |      |      |      |      |       |       |       |   |         |
| Regentage (d)         | 11,2 | 10,9 | 11,6 | 11,2 | 9,5  | 6,7  | 4,4  | 4,5  | 6,4  | 10,3  | 11,3  | 12,5  | Σ | 110,5   |
|                       |      |      |      |      |      |      |      |      |      |       |       |       |   |         |
| Wassertemperatur (°C) | 13   | 13   | 13   | 15   | 17   | 22   | 23   | 24   | 22   | 20    | 18    | 15    | ⌀ | 17,9    |

| 6,5 |

| 6,4 |

| 8,5 |

| 10,9 |

| 15,2 |

| 18,8 |

| 21,5 |

| 21,7 |

| 18,7 |

| 15,2 |

| 10,8 |

| 7,8 |

| 6,5 |

| 6,4 |

| 8,5 |

| 10,9 |

| 15,2 |

| 18,8 |

| 21,5 |

| 21,7 |

| 18,7 |

| 15,2 |

| 10,8 |

| 7,8 |

Die Temperaturen liegen in Dalmatien im Jahresdurchschnitt zwischen 14 und 16 °C und fallen auch im Winter nur gelegentlich unter 0 °C. Von besonderem Interesse sind die ventilatorischen Modifikationen, da die östliche Adriaküste durch boragen Winde stark beeinträchtigt wird. Diese kalten mit Gebirgswellen verbundenen Fallwinde wehen im Winter zum Teil über mehrere Wochen und können Spitzenböen von 250 km/h erreichen. Der andere bedeutende Wind der Dalmatinischen Küste ist der Jugo. Dieser ist mit starken Regenfällen und tropischer Schwüle verbunden und kann, ebenso wie die Bora, Windstärken, die der Kategorie 2 von Hurrikanen entsprechen, erreichen.

## Besiedlung

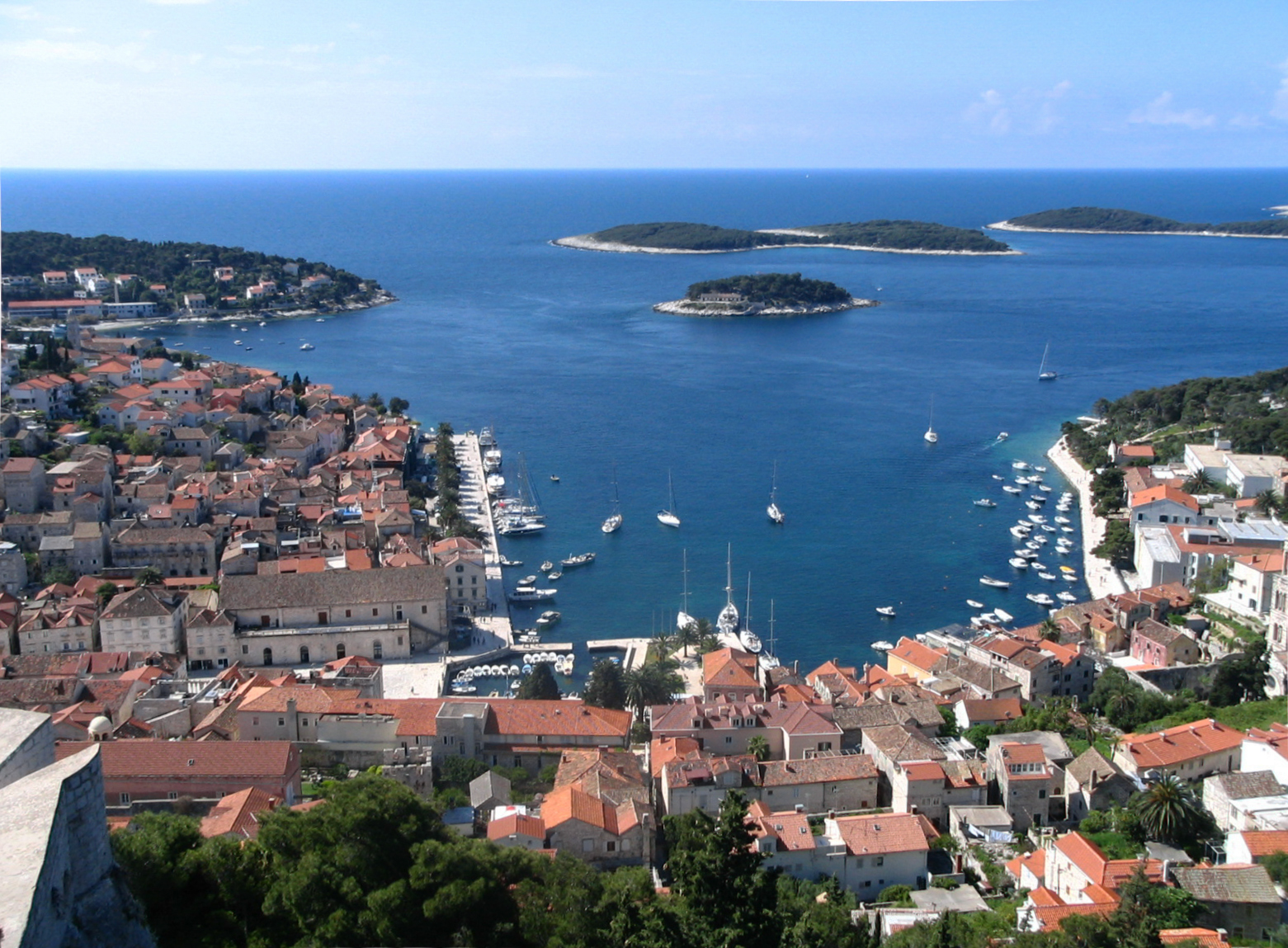
Die Altstadt von Hvar und den Elafiten

Die Dalmatinische Küste ist relativ dicht besiedelt. Von den Inseln sind nur die größeren ständig bewohnt, und hier ist auch ein anhaltender Bevölkerungsrückgang zu verzeichnen.
Unter den Städten sind Zadar, Šibenik, Split und Dubrovnik die bedeutendsten.
Die Einwohner der Dalmatinischen Küste sind überwiegend Kroaten.